# Карл Густав Јунг
Карл Густав Јунг (Кесвил, 26. јул 1875 — Киснахт, 6. јун 1961) био је швајцарски психијатар и психоаналитичар који је основао аналитичку психологију. Био је плодан аутор, илустратор и дописник, и комплексан и контроверзан лик, можда најпознатији по његовој "аутобиографији" Сећања, снови, размишљања.
Јунгов рад је био утицајан у областима психијатрије, антропологије, археологије, књижевности, филозофије, психологије и религијских студија. Радио је као истраживач у психијатријској болници Бургхолзли, у Цириху, код Ојгена Блојлера. Јунг се успоставио као утицајан ум, развијајући пријатељство са Сигмундом Фројдом, оснивачем психоанализе, водећи дугу преписку која је била кључна за њихову заједничку визију људске психологије. Јунг се сматра једним од најутицајнијих психолога у историји.
Фројд је млађег Јунга видео не само као наследника којег је тражио да унапреди своју „нову науку“ психоанализе, већ и као средство за легитимисање сопственог рада: Фројд и други савремени психоаналитичари били су Јевреји који се суочавају са растућим антисемитизмом у Европи, а Јунг је био хришћанин. Фројд је обезбедио Јунгово именовање за председника Фројдовог новооснованог Међународног психоаналитичког удружења. Јунгово истраживање и лична визија, међутим, отежали су праћење доктрине његовог старијег колеге и они су се разишли. Ова подела је за Јунга била болна и резултирала је успостављањем Јунгове аналитичке психологије, као свеобухватног система одвојеног од психоанализе.
Међу централним концептима аналитичке психологије је индивидуација — доживотни психолошки процес диференцијације сопства из свесних и несвесних елемената сваког појединца. Јунг је то сматрао главним задатком људског развоја. Створио је неке од најпознатијих психолошких концепата, укључујући синхроницитет, архетипске феномене, колективно несвесно, психолошки комплекс и екстраверзију и интроверзију. Јунг је такође био уметник, занатлија, градитељ и плодан писац. Многа од његових дела су објављена тек након његове смрти, а нека остају необјављена.

## Биографија
Карл Густав Јунг је рођен 1875. године у Кесвилу, у Швајцарској, као син протестантског свештеника. У току гимназијског школовања прво је желео да студира археологију, а затим филологију, да би се на крају определио за медицину. Након завршених студија медицине у Базелу, определио се за специјализацију психијатрије. Већ у 25. години је постао асистент светски познатог психијатра Еугена Блојлера, на његовој клиници за менталне болести Бургхелцли у Цириху. У 27. години је докторирао, а у 30. је постао доцент на Циришком универзитету. Године 1903. оженио се Емом Раушенбах са којом је имао петоро деце и која му је била сарадница до краја живота.
Година 1906. представља прекретницу у Јунговом животу. Те године је упознао Зигмунда Фројда у Бечу. Том приликом су разговарали пуних 13 сати. Дивљење је било обострано. Јунг је говорио да је Фројд први значајан човек којег је срео. Међутим, 1913. долази до разилажења услед сукоба на теоријском и личном плану. Након тога Јунг оснива сопствену, аналитичку или комплексну психологију, како би указао на разлику у односу на психоанализу. На теоријском плану, Јунг је критиковао Фројдово пренаглашавање сексуалности у животу човека.
Карл Густав Јунг, један од најоригиналнијих мислилаца 20. века, умро је 1961. године у швајцарском месту Киснахту.

## Јунгова психологија

### Колективно несвесно
Јунг је развио појам колективно несвесно, као један од утицаја на настанак и развој личности. Под тим је подразумевао опште предиспозиције које су карактеристичне за све људе или одређене групе људи. У почетку је сматрао да је колективно несвесно карактеристично за сваку пре свега породицу, затим народ, али је у својим каснијим радовима одбацио то национално тумачење колективно несвесног. Током својих истраживања и путовања широм света, Јунг је утврдио постојање одређених симбола у свим културама и они по њему представљају колективно несвесно целокупног човечанства, затим препознаје и уводи концепт сенке, колективног потенцијално наследног негативног те разорног набоја у самој сржи човекове аниме, психе. Препознаје потенцијал за лечење осветљавањем и разумевањем оваквих унутрашњих негативних стремљења у сврси добробити целокупног човечанства, почевши од индивидуалног лечења ка колективном. Оно се не односи на либидо у овом случају, који се некада препознаје парадоксално као Танатос.
Као што сва људска бића имају две руке са пет прстију у физичком смислу, тако сва људска бића имају неку заједничку тежњу и у душевном смислу, односно колективно несвесно које сачињава више архетипова.

### Комплекс моћи
Јунг овим изразом означава свеукупност „оних представа и тежњи које имају тенденцију да Ја ставе изнад других утицаја и да ове подреде Ја“. Ови утицаји могу бити спољашњи (различите ситуације и индивидуе), али и унутрашњи (властити нагони, субјективне представе, мисли и осећања). Комплекс моћи, без обзира ο којим утицајима је реч, ствара у особи утисак да је Ја-комплекс њима надмоћан господар.

### Комплексна психологија
То је психолошки правац који је Карл Густав Јунг засновао 1914. године, када се одвојио од Зигмунд Фројда и психоанализе. Према Јунгу, човек је комплексно биће: сексуално и религијско, нагонско и духовно, несвесно и свесно, ирационално и рационално. Личност је одређена прошлим збивањима, као и планирањем будућности. Несвесно, за Јунга, није само депонија рђавих нагона, него је и извор мудрости. Поред личног несвесног, у чији састав улазе многи комплекси, у душевном животу посебно важну улогу има наслеђено и надлично, колективно несвесно.
Његови елементи су архетипови (нпр. рођења, Бога, Велике мајке итд.), који су невидљиви корени нашег целокупног искуства и понашања. Либидо није само сексуална, већ је целокупна психичка, па и животна енергија. Ако је либидо усмерен на спољашњу стварност, то је став екстраверзије, а ако је окренут на унутрашњу, онда је то интроверзија (ово је теоријска основа Јунгове типологије личности, види доле).
Личност се, по Јунгу, развија током целог живота, али је он посебну пажњу посветио процесу духовног развоја у другој половини живота, када се тежиште личности помера са Ја на Сопство. Овај пут спонтаног саморазвоја и самоупотпуњавања, на којем се личност сусреће са својом Персоном, Сенком, Анимом/Анимусом и Мана—личношћу, Јунг је назвао индивидуализацијом. Личност је саморегулативни систем који се развија помоћу механизма компензације, којим непрестано стреми све потпунијој равнотежи.
За потпуно објашњење загонетног понашања људи неопходни су не само каузално и телеолошко објашњење, већ и акаузални принцип синхроније.

### Јунгова типологија личности
Веома је значајно учење Јунга ο типовима личности и његова класификација људи: према доминантом ставу или оријентацији либида на екстравертни и интровертни тип, као и према доминантној психичкој функцији на интуитивни, мисаони, осећајни и сензитивни (перцептивни) тип. Када се узме психичка функција као критеријум поделе, људи се могу поделити на рационални и ирационални тип. Најзад, када се укрсте ова два критеријума поделе (према функцији и према типу оријентације), добија се типологија која има осам типова (нпр. екстравертни мисаони, интровертни мисаони, екстравертни интуитивни, интровертни интуитивни, екстравертни осећајни итд.) Јунг је приметио да интровертни тип личности тежи трансформацији ка екстроверцији у другој половини живота, док за екстроверте важи супротно.

### Динамика личности
Животна енергија настаје из метаболичких процеса у организму. Постоји физичка и душевна енергија (либидо), а њихов однос је реципрочан. Енергија не може да нестане, јер она стално кружи између система унутар личности, мења облик, повећава или смањује; не може се измерити ни дефинисати јер је она хипотетички конструкт.
Расподела животне енергије се одвија по законима термодинамике. По првом закону, закону еквивалентности, душевна енергија у једном систему опада, док у неком другом систему расте. На пример, ако се из неког разлога енергија повуче из Ја система, појавиће се у неком комплексу што ће јачати његово деловање над целим системом.
Према другом закону термодинамике, ентропија, подситема тежи да уједначи ниво енергије. Ентропија је основни начин да енергија тече, јер је ток усмерен од система који има високу енергију ка систему коме енергија фали.
Енергија унутар личности се размењује тако што се:
- Осујећује или супроставља: основа динамике личности јер подстиче неравнотежу.
- Уједначује (трансцеденталност): тежи да се уравнотежи, да буде једнак у свим подсистемима;постиже се јаство.

Личност је полуотворен систем, и зато постоји размена енергије са спољном средином. Из ње се узима храна што је основ метаболичких процеса. Душевна енергија која се добија улазе у неки спољни објект. Што је неки објект или циљ значајнији уложиће се већа количина душевне енергије, и то се назива душевном вредношћу.

### Механизми одбране
У Јунговој теорији, механизми одбране се представљају кроз динамички процес симболизације, односно напредовање и назадовање енергије.
У процесу напредовања енергије из архетипова иде у лично несвесно и пуни његове садржаје, затим их шаље у Ја, односно у свесни део личности, а у зависности доминантности функција и ставова Ја располаже том енергијом, улази у спољне објекте и креће се напред. Уколико на том путу дође до неке препреке, Ја не може рационално да се избори са датом ситуацијом и ради одбране враћа енергију уназад, и овај процес се назива назадовање. Помоћу назадовања садржаји се потискују у лично несвесно, а енергија се задржава у неком подсистему, што може да доведе до нарушавања равнотеже и адаптибилност. Ако се енергија предуго задржи у неком подсистему, несвесни део личности преузима превласт над Ја, и таква особа се понаша неприлагођено. Јунг такође сматра да није свако назадовање негативно. У несвесном делу се налазе лична и архетипска искуства, па може да се деси да човек из тешке ситуације изађе богатији за још један успешан начин превазилажења кризе.
Померање енергије унапред значи и померање енергије са нижих и примитивнијих садржаја, на више и боље деференциране, и овај процес се назива сублимација.

## Књиге
Неке од књига које је написао Карл Густав Јунг:
- Сећања, снови, размишљања
- Симболи преображаја
- Архетипови и развој личности
- Цивилизација на преласку
- О развоју личности
- Лавиринт у човеку
- Алхемијске студије
- Аион
- Психологија и алхемија
- Човек и његови симболи
- Седам проповеди мртвима
- Психолошки типови
- Аналитичка психологија
- Архетипови и колективно несвесно
- Летећи тањири
- Преписка између Фројда и Јунга

Књиге о Јунгу и његовом раду:
- Мари Стајн, Јунгова мапа душе
- Ајра Прогоф, Јунг, синхроницитет и људска судбина
- Џејмс Хол, Тумачење снова по Јунгу
- Меги Хајд и Мајкл Макгинис, Јунг за почетнике
- Јоланда Јакоби, Психологија Карла Густава Јунга
- Мајкл Палмер, Фројд и Јунг о религији
- Сели Николс, Јунг и тарот
- Володимир Валтер Одајник, Јунг и политика
- Ендру Семјуелс, Јунг и његови следбеници
- Роберт Смит, Рањени Јунг
- Радмила Моачанин, Јунгова психологија и тибетански будизам
- Аниела Јафе, Из живота и дела К. Г. Јунга
- Меги Хајд, Јунг и астрологија
- Жарко Требјешанин, Речник Јунгових појмова и симбола
- Жарко Требјешанин, Шта Јунг заиста није рекао

## Занимљивости
Јунгу се често приписује изрека:
Призван или не призван, Бог је увек ту.
лат. 
Ова реченица је била исписана над улазом у Јунгову кућу и касније уклесана на његовом гробу, али је у питању латински превод спартанске изреке коју је он пронашао у списима Еразма Ротердамског.
Занимљиво је и то да је Јунг дао психолошко објашњење феномена „летећих тањира“, које ову појаву везује за стања људске душе, искључујући могућност посете ванземаљаца.